# Gordius
D'étymologie grecque, d'après Gordius ou Gordias, légendaire roi de Phrygie, Gordius est un prénom masculin, fêté le 3 janvier.
Il a pour variante Gordien.

## Personnes portant ce prénom
- Pour les articles sur les personnes portant ce prénom, consulter la liste générée automatiquement pour Gordius et Gordien.

### Saint chrétien
- Gordius, ou Gordianus, centurion, martyr († 304)[3].
- Gordien, martyr († 362)

## Zoologie
- En référence au nœud gordien, Gordius est un genre de vers nématomorphes de la famille des Gordiidae.